# Laffly AR35
Le Laffly AR35 est un camion militaire de la marque Laffly, construit pour l'Armée française à partir de 1933.

## Historique
Les Laffly AR35 ne sont pas proposés au catalogue commercial de l'entreprise et toute la production est destinée à l'Armée. Ils sont produits à partir de 1933 et les deux derniers sont livrés en 1939, alors que la production de Laffly se concentre sur sa gamme de véhicules tous terrains. Ils servent au Sahara ou en Afrique française du Nord,.

## Conception
Le Laffly est carrossé en camion bâché, camion atelier, camion benne et camion citerne. Destinés à un usage aux confins du désert, les AR35 ont une caisse en tôle,. La charge utile est de 3 500 à 4 000 kg. Le camion-benne a un poids mort de 6 050 kg et le camion atelier de 6 150 kg.
Le moteur est probablement un Laffly 4 cylindres 110 × 150 de 5 702 cm2, développant 80 ch à 2 500 tr/min. Le camion a une vitesse maximale de 55 km/h.